# Listă de aeroporturi după codul IATA: M
Mai jos este lista de aeroporturi al căror cod IATA începe cu litera M.
Această listă este generată cu date din Wikidata și este actualizată periodic de un robot.
 Editările făcute în listă vor fi șterse la următoarea actualizare!
| Imagine | Cod IATA    | Articol                                                      |
| ------- | ----------- | ------------------------------------------------------------ |
|         | MGY         | Aeroportul Dayton–Wright Brothers                            |
|         | MHU         | Aeroportul Mount Hotham                                      |
|         | MTE         | Aeroportul Monte Alegre                                      |
|         | MOM         | Aeroportul Letfotar                                          |
|         | MFM         | Aeroportul Internațional Macau                               |
|         | MNO         | Aeroportul Manono                                            |
|         | MTY         | Aeroportul Internațional Monterrey                           |
|         | MCP         | Aeroportul Internațional Macapá                              |
|         | MOA         | Aeroportul Orestes Acosta                                    |
|         | MKE         | Aeroportul Internațional Milwaukee Mitchell                  |
|         | MCG         | Aeroportul McGrath                                           |
|         | MIT         | Aeroportul Shafter                                           |
|         | MOB         | Aeroportul Regional Mobile                                   |
|         | MWN         | Aeroportul Mwadui                                            |
|         | MLE         | Aeroportul Internațional Velana                              |
|         | MUZ         | Aeroportul Musoma                                            |
|         | MHW         | Aeroportul Monteagudo                                        |
|         | MWY         | Aeroportul Miranda Downs                                     |
|         | MMC         | Aeroportul Național Ciudad Mante                             |
|         | MSL         | Aeroportul Regional Northwest Alabama                        |
|         | MAG         | Aeroportul Madang                                            |
|         | MAR         | Aeroportul Internațional La Chinita                          |
|         | MGW         | Aeroportul Municipal Morgantown                              |
|         | MLO         | Aeroportul Național Milos                                    |
|         | MWL         | Aeroportul Mineral Wells                                     |
|         | MAW         | Aeroportul Regional Malden                                   |
|         | MFC         | Aeroportul Mafeteng                                          |
|         | MTS         | Aeroportul Matsapha                                          |
|         | MDC         | Aeroportul Internațional Sam Ratulangi                       |
|         | MOC         | Aeroportul Montes Claros                                     |
|         | MRC         | Aeroportul Maury County                                      |
|         | MUS         | Aeroportul Minami Torishima                                  |
|         | MOR         | Aeroportul Regional Morristown                               |
|         | MOZ         | Aeroportul Moorea                                            |
|         | MRE         | Aeroportul Mara Serena                                       |
|         | MQM         | Aeroportul Mardin                                            |
|         | MXS         | Aeroportul Maota                                             |
|         | MBX         | Aeroportul Maribor Edvard Rusjan                             |
|         | MGF         | Aeroportul Regional Maringá                                  |
|         | MGG         | Aeroportul Margarima                                         |
|         | MRQ         | Aeroportul Marinduque                                        |
|         | MYH         | Aeroportul Marble Canyon                                     |
|         | MGH         | Aeroportul Margate                                           |
|         | MHQ         | Aeroportul Mariehamn                                         |
|         | MPE         | Aeroportul Griswold                                          |
|         | MWC         | Aeroportul Lawrence J. Timmerman                             |
|         | MKS         | Aeroportul Mekane Selam                                      |
|         | MLF         | Aeroportul Municipal Milford                                 |
|         | MRS         | Aeroportul Marseille Provence                                |
|         | MEX         | Aeroportul Internațional Mexico City                         |
|         | MMM         | Aeroportul Middlemount                                       |
|         | MCH         | Aeroportul General Manuel Serrano                            |
|         | MTB         | Aeroportul El Pindo                                          |
|         | MCS         | Aeroportul Monte Caseros                                     |
|         | MIS         | Aeroportul Misima                                            |
|         | MDJ         | Aeroportul Municipal Madras                                  |
|         | MIA         | Aeroportul Internațional Miami                               |
|         | MGN         | Aeroportul Regional Baracoa                                  |
|         | MGQ         | Aeroportul Internațional Aden Adde                           |
|         | MNT         | Aeroportul Minto Al Wright                                   |
|         | MNX         | Aeroportul Manicoré                                          |
|         | MQS         | Aeroportul Mustique                                          |
|         | MQY         | Aeroportul Smyrna                                            |
|         | MQZ         | Aeroportul Margaret River                                    |
|         | MRP         | Aeroportul Marla                                             |
|         | MVQ         | Aeroportul Mogilev                                           |
|         | MYB         | Aeroportul Mayumba                                           |
|         | MYK         | Aeroportul May Creek                                         |
|         | MZT         | Aeroportul Internațional General Rafael Buelna               |
|         | MZX         | Aeroportul Masslo                                            |
|         | MOD         | Aeroportul Modesto City-County                               |
|         | MAL         | Aeroportul Malone-Dufort                                     |
|         | MIE         | Aeroportul Delaware County                                   |
|         | MSG         | Aeroportul Matsaile                                          |
|         | MTF         | Aeroportul Mizan Teferi                                      |
|         | MHL         | Aeroportul Municipal Marshall Memorial                       |
|         | MLL         | Aeroportul Marshall Don Hunter Sr.                           |
|         | MDT         | Aeroportul Harrisburg                                        |
|         | MKG         | Aeroportul Muskegon County                                   |
|         | MUJ         | Aeroportul Mui                                               |
|         | MTL         | Aeroportul Maitland                                          |
|         | MEG         | Aeroportul Malanje                                           |
|         | MEM         | Aeroportul Internațional Memphis                             |
|         | MVF         | Aeroportul Mossoró                                           |
|         | MMQ         | Aeroportul Mbala                                             |
|         | MTW         | Aeroportul Manitowoc County                                  |
|         | MYY         | Aeroportul Miri                                              |
|         | MNQ         | Aeroportul Monto                                             |
|         | MUL         | Aeroportul Spence                                            |
|         | MPD         | Aeroportul Sindhri                                           |
|         | MRD         | Aeroportul Alberto Carnevalli                                |
|         | MHH         | Aeroportul Internațional Leonard M. Thompson                 |
|         | MKY         | Aeroportul Mackay                                            |
|         | MAK         | Aeroportul Malakal                                           |
|         | MDO         | Aeroportul Middleton Island                                  |
|         | MGM         | Baza Montgomery a Gărzii Naționale Aeriene                   |
|         | MGM         | Aeroportul Regional Montgomery                               |
|         | MJE         | Aeroportul Majkin                                            |
|         | MSO         | Aeroportul Missoula                                          |
|         | MJQ         | Aeroportul Municipal Jackson                                 |
|         | MED         | Aeroportul Internațional Prince Mohammad Bin Abdulaziz       |
|         | MMO         | Aeroportul Maio                                              |
|         | MAM         | Aeroportul Internațional General Servando Canales            |
|         | MPH         | Aeroportul Godofredo P. Ramos                                |
|         | MSE         | Aeroportul Manston                                           |
|         | MSU         | Aeroportul Internațional Moshoeshoe I                        |
|         | MRU         | Aeroportul Internațional Sir Seewoosagur Ramgoolam           |
|         | MOU         | Aeroportul Mountain Village                                  |
|         | MGZ         | Aeroportul Myeik                                             |
|         | MOF         | Aeroportul Frans Seda                                        |
|         | MYX         | Aeroportul Big Whale Cay                                     |
|         | MTT         | Aeroportul Național Minatitlán/Coatzacoalcos                 |
|         | MBS         | Aeroportul Internațional MBS                                 |
|         | MSP         | Aeroportul Internațional Minneapolis–Saint Paul              |
|         | MRA         | Aeroportul Misrata                                           |
|         | MTR         | Aeroportul Los Garzones                                      |
|         | MBZ         | Aeroportul Maués                                             |
|         | MPC         | Aeroportul Mukomuko                                          |
|         | MEZ         | Aeroportul Messina                                           |
|         | MPM         | Aeroportul Internațional Maputo                              |
|         | MTV         | Aeroportul Mota Lava                                         |
|         | MLP         | Aeroportul Malabang                                          |
|         | MNK         | Aeroportul Maiana                                            |
|         | MEY         | Aeroportul Meghauli                                          |
|         | MVM         | Aeroportul Kayenta                                           |
|         | MNI         | Aeroportul John A. Osborne                                   |
|         | MNI         | Aeroportul W. H. Bramble                                     |
|         | MJF         | Aeroportul Mosjøen                                           |
|         | MGD         | Aeroportul Magdalena                                         |
|         | MGU         | Aeroportul Manaung                                           |
|         | MNJ         | Aeroportul Mananjary                                         |
|         | MNZ         | Aeroportul Regional Manassas                                 |
|         | MDX         | Aeroportul Mercedes                                          |
|         | MKU         | Aeroportul Makokou                                           |
|         | MJD         | Aeroportul Moenjodaro                                        |
|         | MUA         | Aeroportul Munda                                             |
|         | MHT         | Aeroportul Regional Manchester–Boston                        |
|         | MNG         | Aeroportul Maningrida                                        |
|         | MHX         | Aeroportul Manihiki Island                                   |
|         | MMD         | Aeroportul Minami-Daito                                      |
|         | MGT         | Aeroportul Milingimbi                                        |
|         | MPL         | Aeroportul Montpellier – Méditerranée                        |
|         | MUR         | Aeroportul Marudi                                            |
|         | MGX         | Aeroportul Moabi                                             |
|         | MFD         | Aeroportul Regional Mansfield Lahm                           |
|         | MLC         | Aeroportul Regional McAlester                                |
|         | MRW         | Aeroportul Lolland Falster                                   |
|         | MAB         | Aeroportul Marabá                                            |
|         | MPK         | Aeroportul Mokpo                                             |
|         | MBK         | Aeroportul Matupá                                            |
|         | MVB         | Aeroportul Internațional M'Vengue El Hadj Omar Bongo Ondimba |
|         | MUB         | Aeroportul Maun                                              |
|         | MBO         | Aeroportul Mamburao                                          |
|         | MNC         | Aeroportul Nacala                                            |
|         | MNL         | Aeroportul Internațional Ninoy Aquino                        |
|         | MFJ         | Aeroportul Moala                                             |
|         | MJR         | Aeroportul Miramar                                           |
|         | MLN         | Aeroportul Melilla                                           |
|         | MNN         | Aeroportul Municipal Marion                                  |
|         | MOG         | Aeroportul Monghsat                                          |
|         | MVL         | Aeroportul Morrisville-Stowe State                           |
|         | MYT         | Aeroportul Myitkyina                                         |
|         | MEL         | Aeroportul Melbourne                                         |
|         | MLI         | Aeroportul Internațional Quad City                           |
|         | MIC         | Aeroportul Crystal                                           |
|         | MQW         | Aeroportul Telfair-Wheeler                                   |
|         | MJM         | Aeroportul Mbuji Mayi                                        |
|         | MVY         | Aeroportul Martha's Vineyard                                 |
|         | MIG         | Aeroportul Mianyang Nanjiao                                  |
|         | MFA         | Aeroportul Mafia                                             |
|         | MGA         | Aeroportul Internațional Augusto C. Sandino                  |
|         | MVA         | Aeroportul Mývatn                                            |
|         | MKK         | Aeroportul Molokai                                           |
|         | MNB         | Aeroportul Muanda                                            |
|         | MWF         | Aeroportul Maewo-Naone                                       |
|         | MGK         | Aeroportul Mong Tong                                         |
|         | MSS         | Aeroportul Internațional Massena                             |
|         | MFG         | Aeroportul Muzaffarabad                                      |
|         | MAH         | Aeroportul Menorca                                           |
|         | MII         | Aeroportul Marília                                           |
|         | MCL         | Aeroportul McKinley National Park                            |
|         | MYM         | Aeroportul Monkey Mountain                                   |
|         | MDV         | Aeroportul Médouneu                                          |
|         | MBL         | Aeroportul Manistee County Blacker                           |
|         | MDN         | Aeroportul Municipal Madison                                 |
|         | MWK         | Aeroportul Matak                                             |
|         | MDS         | Aeroportul Middle Caicos                                     |
|         | MKM         | Aeroportul Mukah                                             |
|         | MLS         | Aeroportul Miles City                                        |
|         | MWE         | Aeroportul Merowe                                            |
|         | MIO         | Aeroportul Municipal Miami                                   |
|         | MAE         | Aeroportul Municipal Madera                                  |
|         | MBE         | Aeroportul Monbetsu                                          |
|         | MDB         | Aeroportul Melinda                                           |
|         | MIJ         | Aeroportul Mili                                              |
|         | MPP         | Aeroportul Mulatupo                                          |
|         | MQJ         | Aeroportul Moma                                              |
|         | MYG         | Aeroportul Mayaguana                                         |
|         | MYR         | Aeroportul Internațional Myrtle Beach                        |
|         | MMI         | Aeroportul McMinn County                                     |
|         | MGP         | Aeroportul Manga                                             |
|         | MMU         | Aeroportul Municipal Morristown                              |
|         | MQB         | Aeroportul Municipal Macomb                                  |
|         | MVJ         | Aeroportul Marlboro                                          |
|         | MKL         | Aeroportul Regional McKellar-Sipes                           |
|         | MMV         | Aeroportul Municipal McMinnville                             |
|         | MUE         | Aeroportul Waimea-Kohala                                     |
|         | MEU         | Aeroportul Monte Dourado                                     |
|         | MNU         | Aeroportul Mawlamyaing                                       |
|         | MJN         | Aeroportul Amborovy                                          |
|         | MKT         | Aeroportul Regional Mankato                                  |
|         | MUT         | Aeroportul Municipal Muscatine                               |
|         | MVI         | Aeroportul Manetai                                           |
|         | MYU         | Aeroportul Mekoryuk                                          |
|         | MGB         | Aeroportul Mount Gambier                                     |
|         | MHD         | Aeroportul Internațional Mashhad                             |
|         | MML         | Aeroportul Regional Southwest Minnesota                      |
|         | MEO         | Aeroportul Regional Dare County                              |
|         | MHE         | Aeroportul Municipal Mitchell                                |
|         | MLB         | Aeroportul Internațional Melbourne                           |
|         | MDL         | Aeroportul Internațional Mandalay                            |
|         | MHS         | Aeroportul Municipal Dunsmuir-Mott                           |
|         | MIQ         | Aeroportul Millard                                           |
|         | MMZ         | Aeroportul Maymana                                           |
|         | MOP         | Aeroportul Municipal Mount Pleasant                          |
|         | MTH         | Aeroportul Florida Keys Marathon                             |
|         | MXV         | Aeroportul Mörön                                             |
|         | MYQ         | Aeroportul Mysore                                            |
|         | MVC         | Aeroportul Monroe County                                     |
|         | MLT         | Aeroportul Municipal Millinocket                             |
|         | MQP         | Aeroportul Internațional Kruger Mpumalanga                   |
|         | MVP         | Aeroportul Fabio Alberto León Bentley                        |
|         | MFI         | Aeroportul Municipal Marshfield                              |
|         | MJI         | Aeroportul Internațional Mitiga                              |
|         | MOI         | Aeroportul Mitiaro                                           |
|         | MOQ         | Aeroportul Morondava                                         |
|         | MPI         | Aeroportul Mamitupu                                          |
|         | MQQ         | Aeroportul Moundou                                           |
|         | MAD         | Aeroportul Madrid-Barajas                                    |
|         | MDG         | Aeroportul Internațional Mudanjiang Hailang                  |
|         | MLW         | Aeroportul Spriggs Payne                                     |
|         | MWI         | Aeroportul Maramuni                                          |
|         | MSA         | Aeroportul Muskrat Dam                                       |
|         | MOV         | Aeroportul Moranbah                                          |
|         | MAT         | Aeroportul Tshimpi                                           |
|         | MRT         | Aeroportul Moroak                                            |
|         | MTN         | Aeroportul Martin State                                      |
|         | MBD         | Aeroportul Mafikeng                                          |
|         | MAF         | Aeroportul Internațional Midland                             |
|         | MFF         | Aeroportul Moanda                                            |
|         | MIR         | Aeroportul Internațional Monastir Habib Bourguiba            |
|         | MLX         | Aeroportul Malatya Erhaç                                     |
|         | MME         | Aeroportul Teesside                                          |
|         | MMS         | Aeroportul Selfs                                             |
|         | MNF         | Aeroportul Mana Island                                       |
|         | MNS         | Aeroportul Mansa                                             |
|         | MNY         | Aeroportul Mono                                              |
|         | MXT         | Aeroportul Maintirano                                        |
|         | MYI         | Aeroportul Murray Island                                     |
|         | MLD         | Aeroportul Malad City                                        |
|         | MEI         | Aeroportul Regional Meridian                                 |
|         | MCN         | Aeroportul Regional Middle Georgia                           |
|         | MSW         | Aeroportul Internațional Massawa                             |
|         | MVR         | Aeroportul Salak                                             |
|         | MEQ         | Aeroportul Cut Nyak Dhien                                    |
|         | MID         | Aeroportul Internațional Manuel Crescencio Rejón             |
|         | MKB         | Aeroportul Mekambo                                           |
|         | MUD         | Aeroportul Mueda                                             |
|         | MFE         | Aeroportul Internațional McAllen-Miller                      |
|         | MVN         | Aeroportul Mount Vernon                                      |
|         | MOT         | Aeroportul Minot                                             |
|         | MAO         | Aeroportul Internațional Eduardo Gomes                       |
|         | MYA         | Aeroportul Moruya                                            |
|         | MGC         | Aeroportul Municipal Michigan City                           |
|         | MRN         | Aeroportul Regional Foothills                                |
|         | MVS         | Aeroportul Mucuri                                            |
|         | MYN         | Aeroportul Marib                                             |
|         | MER         | Aeroportul Castle                                            |
|         | MHP         | Aeroportul Minsk-1                                           |
|         | MIK         | Aeroportul Mikkeli                                           |
|         | MKQ         | Aeroportul Mopah                                             |
|         | MKR         | Aeroportul Meekatharra                                       |
|         | MMG         | Aeroportul Mount Magnet                                      |
|         | MBG         | Aeroportul Municipal Mobridge                                |
|         | MFK         | Aeroportul Matsu Beigan                                      |
|         | MMF         | Aeroportul Mamfe                                             |
|         | MSF         | Aeroportul Mount Swan                                        |
|         | MGV         | Aeroportul Margaret River Station                            |
|         | MIU         | Aeroportul Maiduguri                                         |
|         | MKW         | Aeroportul Rendani                                           |
|         | MBT         | Aeroportul Moises R. Espinosa                                |
|         | MRY         | Aeroportul Regional Monterey                                 |
|         | MOO         | Aeroportul Moomba                                            |
|         | MBI         | Aeroportul Mbeya                                             |
|         | MBP         | Aeroportul Moyobamba                                         |
|         | MKP         | Aeroportul Makemo                                            |
|         | MYP         | Aeroportul Mary                                              |
|         | MGS         | Aeroportul Mangaia                                           |
|         | MSY         | Aeroportul Internațional Louis Armstrong New Orleans         |
|         | MZN         | Aeroportul Minj                                              |
|         | MHK         | Aeroportul Regional Manhattan                                |
|         | MQF         | Aeroportul Internațional Magnitogorsk                        |
|         | MQU         | Aeroportul Mariquita                                         |
|         | MZC         | Aeroportul Mitzic                                            |
|         | MZA         | Aeroportul Manuel Prado                                      |
|         | MLZ         | Aeroportul Internațional Cerro Largo                         |
|         | MAQ         | Aeroportul Mae Sot                                           |
|         | MLA         | Aeroportul Internațional Malta                               |
|         | MMP         | Aeroportul San Bernardo                                      |
|         | MTA         | Aeroportul Matamata                                          |
|         | MAY         | Aeroportul Clarence A. Bain                                  |
|         | MDE         | Aeroportul Internațional José María Córdova                  |
|         | MSM         | Aeroportul Masi-Manimba                                      |
|         | MMK         | Aeroportul Murmansk                                          |
|         | MPY         | Aeroportul Maripasoula                                       |
|         | MOL         | Aeroportul Molde                                             |
|         | MRV         | Aeroportul Mineralnye Vody                                   |
|         | MBU         | Aeroportul Mbambanakira                                      |
|         | MBC         | Aeroportul Mbigou                                            |
|         | MWM         | Aeroportul Municipal Windom                                  |
|         | MEC         | Aeroportul Internațional Eloy Alfaro                         |
|         | MQC         | Aeroportul Miquelon                                          |
|         | MBQ         | Aeroportul Mbarara                                           |
|         | MGR         | Aeroportul Municipal Moultrie                                |
|         | MLR         | Aeroportul Millicent                                         |
|         | MTP         | Aeroportul Montauk                                           |
|         | MJT         | Aeroportul Internațional Mytilene                            |
|         | MZU         | Aeroportul Muzzafarpur                                       |
|         | MZV         | Aeroportul Mulu                                              |
|         | MXU         | Aeroportul Mullewa                                           |
|         | MYF         | Aeroportul Montgomery Field                                  |
|         | MDQ         | Aeroportul Internațional Astor Piazzolla                     |
|         | MPO         | Aeroportul Municipal Pocono Mountains                        |
|         | MAV         | Aeroportul Maloelap                                          |
|         | MQE         | Aeroportul Marqua                                            |
|         | MLM         | Aeroportul Internațional General Francisco J. Mujica         |
|         | MYE         | Aeroportul Miyakejima                                        |
|         | MDH         | Aeroportul Southern Illinois                                 |
|         | MCI         | Aeroportul Internațional Kansas City                         |
|         | MJP         | Aeroportul Manjimup                                          |
|         | MMB         | Aeroportul Memanbetsu                                        |
|         | MNA         | Aeroportul Melonguane                                        |
|         | MVT         | Aeroportul Mataiva                                           |
|         | MHC         | Aeroportul Mocopulli                                         |
|         | MYC         | Aeroportul Mariscal Sucre                                    |
|         | MCA         | Aeroportul Macenta                                           |
|         | MJC         | Aeroportul Man                                               |
|         | MPA         | Aeroportul Katima Mulilo                                     |
|         | MDU         | Aeroportul Mendi                                             |
|         | MRZ         | Aeroportul Moree                                             |
|         | MAI         | Aeroportul Mangochi                                          |
|         | MBY         | Aeroportul Omar N Bradley                                    |
|         | MFQ         | Aeroportul Maradi                                            |
|         | MFU         | Aeroportul Mfuwe                                             |
|         | MFZ         | Aeroportul Meselia                                           |
|         | MLJ         | Aeroportul Baldwin County                                    |
|         | MXZ         | Aeroportul Meixian                                           |
|         | MXH         | Aeroportul Moro                                              |
|         | MNR         | Aeroportul Mongu                                             |
|         | MNM         | Aeroportul Menominee-Marinette Twin County                   |
|         | MKH         | Aeroportul Mokhotlong                                        |
|         | MBW         | Aeroportul Moorabbin                                         |
|         | MFS         | Aeroportul Miraflores                                        |
|         | MZQ         | Aeroportul Mkuzi                                             |
|         | BSL MLH EAP | Aeroportul Basel-Mulhouse-Freiburg                           |
|         | MWH         | Aeroportul Internațional al comitatului Grant                |
|         | MHR         | Aeroportul Sacramento Mather                                 |
|         | MEP         | Aeroportul Mersing                                           |
|         | MKF         | Aeroportul Miangas                                           |
|         | MMY         | Aeroportul Miyako                                            |
|         | MUW         | Aeroportul Ghriss                                            |
|         | MTI         | Aeroportul Mosteiros                                         |
|         | MEH         | Aeroportul Mehamn                                            |
|         | MQD         | Aeroportul Maquinchao                                        |
|         | MCW         | Aeroportul Municipal Mason City                              |
|         | MPW         | Aeroportul Internațional Mariupol                            |
|         | MFN         | Aeroportul Milford Sound                                     |
|         | MTO         | Aeroportul Coles County Memorial                             |
|         | MDZ         | Aeroportul Internațional Governor Francisco Gabrielli        |
|         | MDK         | Aeroportul Mbandaka                                          |
|         | MDW         | Aeroportul Internațional Chicago Midway                      |
|         | MRK         | Aeroportul Marco Island                                      |
|         | MUK         | Aeroportul Mauke                                             |
|         | MKI         | Aeroportul M'Boki                                            |
|         | MRJ         | Aeroportul Marcala                                           |
|         | MCB         | Aeroportul McComb-Pike County                                |
|         | MMJ         | Aeroportul Matsumoto                                         |
|         | MXJ         | Aeroportul Minna                                             |
|         | MJL         | Aeroportul Mouila                                            |
|         | MQT         | Aeroportul Marquette County                                  |
|         | MCD         | Aeroportul Mackinac Island                                   |
|         | MXI         | Aeroportul Imelda R. Marcos                                  |
|         | MVO         | Aeroportul Mongo                                             |
|         | MFO         | Aeroportul Manguna                                           |
|         | MCZ         | Aeroportul Zumbi dos Palmares                                |
|         | MXL         | Aeroportul General Rodolfo Sánchez Taboada                   |
|         | MYJ         | Aeroportul Matsuyama                                         |
|         | MZH         | Aeroportul Amasya Merzifon                                   |
|         | MPV         | Aeroportul Edward F. Knapp State                             |
|         | MCK         | Aeroportul Regional McCook Ben Nelson                        |
|         | MJA         | Aeroportul Manja                                             |
|         | MLY         | Aeroportul Manley Hot Springs                                |
|         | MMH         | Aeroportul Mammoth Yosemite                                  |
|         | MXN         | Aeroportul Morlaix – Ploujean                                |
|         | MXM         | Aeroportul Morombe                                           |
|         | MQL         | Aeroportul Mildura                                           |
|         | MQV         | Aeroportul Mostaganem                                        |
|         | MKA         | Aeroportul Marianske Lazne                                   |
|         | MVX         | Aeroportul Minvoul                                           |
|         | MCE         | Aeroportul Regional Merced                                   |
|         | MAC         | Aeroportul Macon Downtown                                    |
|         | MAJ         | Aeroportul Internațional Marshall Islands                    |
|         | MBA         | Aeroportul Internațional Moi                                 |
|         | MBH         | Aeroportul Maryborough                                       |
|         | MDI         | Aeroportul Makurdi                                           |
|         | MST         | Aeroportul Maastricht Aachen                                 |
|         | MSZ         | Aeroportul Internațional Welwitschia Mirabilis               |
|         | MVZ         | Aeroportul Masvingo                                          |
|         | MWZ         | Aeroportul Mwanza                                            |
|         | MYL         | Aeroportul Municipal McCall                                  |
|         | MAZ         | Aeroportul Eugenio María de Hostos                           |
|         | MAS         | Aeroportul Momote                                            |
|         | MRB         | Aeroportul Regional Eastern WV                               |
|         | MJU         | Aeroportul Tampa Padang                                      |
|         | MAA         | Aeroportul Internațional Chennai                             |
|         | MOW         | Moscova                                                      |
|         | MLG         | Aeroportul Abdul Rachman Saleh                               |
|         | MEA         | Aeroportul Macaé                                             |
|         | MZB         | Aeroportul Mocímboa da Praia                                 |
|         | MCT         | Aeroportul Internațional Muscat                              |
|         | MOH         | Aeroportul Maleo                                             |
|         | MQN         | Aeroportul Mo i Rana                                         |
|         | MEF         | Aeroportul Melfi                                             |
|         | MSQ         | Aeroportul Minsk National                                    |
|         | MUH         | Aeroportul Internațional Marsa Matruh                        |
|         | MJV         | Aeroportul Murcia-San Javier                                 |
|         | MSN         | Aeroportul Regional Dane County                              |
|         | MCX         | Aeroportul Uytash                                            |
|         | MUY         | Aeroportul Mouyondzi                                         |
|         | MXX         | Aeroportul Mora-Siljan                                       |
|         | MUC         | Aeroportul München Franz Josef Strauß                        |
|         | MIV         | Aeroportul Municipal Millville                               |
|         | MSX         | Aeroportul Mossendjo                                         |
|         | MUN         | Aeroportul Internațional José Tadeo Monagas                  |
|         | MWQ         | Aeroportul Magway                                            |
|         | MQX         | Aeroportul Alula Aba Nega                                    |
|         | MWX         | Aeroportul Internațional Muan                                |
|         | MCQ         | Aeroportul Miskolc                                           |
|         | MEB         | Aeroportul Essendon                                          |
|         | MIN         | Aeroportul Minnipa                                           |
|         | MOS         | Aeroportul Moses Point                                       |
|         | MAU         | Aeroportul Maupiti                                           |
|         | MAN         | Aeroportul Manchester                                        |
|         | MIM         | Aeroportul Merimbula                                         |
|         | MTQ         | Aeroportul Mitchell                                          |
|         | MHA         | Aeroportul Mahdia                                            |
|         | MHI         | Aeroportul Moucha                                            |
|         | MWV         | Aeroportul Mondulkiri                                        |
|         | MYZ         | Aeroportul Monkey Bay                                        |
|         | MFV         | Aeroportul Accomack County                                   |
|         | MMX         | Aeroportul Malmö                                             |
|         | MXA         | Aeroportul Municipal Manila                                  |
|         | MOE         | Aeroportul Momeik                                            |
|         | MVD 50      | Aeroportul Internațional Carrasco                            |
|         | MYV         | Aeroportul Yuba County                                       |
|         | MZG         | Aeroportul Magong                                            |
|         | MXW         | Aeroportul Mandalgovi                                        |
|         | MLU         | Aeroportul Regional Monroe                                   |
|         | MUX         | Aeroportul Internațional Multan                              |
|         | MCJ         | Aeroportul Jorge Isaacs                                      |
|         | MKN         | Aeroportul Comanche County-City                              |
|         | MNH         | Aeroportul Rustaq                                            |
|         | MHN         | Aeroportul Hooker County                                     |
|         | MXB         | Aeroportul Andi Jemma                                        |
|         | MXY         | Aeroportul McCarthy                                          |
|         | MCV         | Aeroportul McArthur River Mine                               |
|         | MZL         | Aeroportul La Nubia                                          |
|         | MJB         | Aeroportul Mejit                                             |
|         | MKJ         | Aeroportul Makoua                                            |
|         | MEV         | Aeroportul Minden-Tahoe                                      |
|         | MTJ         | Aeroportul Regional Montrose                                 |
|         | MZR         | Aeroportul Mazar-i-Sharif                                    |
|         | MIW         | Aeroportul Municipal Marshalltown                            |
|         | MXO         | Aeroportul Regional Monticello                               |
|         | MVE         | Aeroportul Montevideo–Chippewa County                        |
|         | MXP         | Aeroportul Milano-Malpensa                                   |
|         | MRR         | Aeroportul José María Velasco Ibarra                         |
|         | MSR         | Aeroportul Muş                                               |
|         | MXE         | Aeroportul Laurinburg-Maxton                                 |
|         | MFH         | Aeroportul Mesquite                                          |
|         | MFR         | Aeroportul Rogue Valley International-Medford                |
|         | MJK         | Aeroportul Shark Bay                                         |
|         | MKZ         | Aeroportul Internațional Melaka                              |
|         | MWO         | Aeroportul Regional Middletown                               |
|         | MSJ         | Aeroportul Misawa                                            |
|         | MZK         | Aeroportul Marakei                                           |
|         | MYD         | Aeroportul Malindi                                           |
|         | MEW         | Aeroportul Mweka                                             |
|         | MJZ         | Aeroportul Mirny                                             |
|         | MZE         | Aeroportul Manatee                                           |
|         | MEJ         | Aeroportul Port Meadville                                    |
|         | MQK         | Aeroportul San Matías                                        |
|         | MCY         | Aeroportul Sunshine Coast                                    |
|         | MEE         | Aeroportul Maré                                              |
|         | MCO         | Aeroportul Internațional Orlando                             |
|         | MZO         | Aeroportul Sierra Maestra                                    |
|         | MWB         | Aeroportul Morawa                                            |
|         | MYW         | Aeroportul Mtwara                                            |
|         | MVW         | Aeroportul Regional Skagit                                   |
|         | MZI         | Aeroportul Mopti                                             |
|         | MJO         | Aeroportul Mount Etjo                                        |
|         | MBJ         | Aeroportul Internațional Sangster                            |
|         | MZW         | Aeroportul Mécheria                                          |
|         | MRX         | Aeroportul Mahshahr                                          |
|         | MZY         | Aeroportul Mossel Bay                                        |
|         | MKC         | Aeroportul Charles B. Wheeler Downtown                       |
|         | MPJ         | Aeroportul Petit Jean Park                                   |